# Dubravka Ugrešić
Dubravka Ugrešić, hrvaška pisateljica, esejistka in prevajalka, * 27. marec 1949, Kutina, Hrvaška, † 17. marec 2023, Amsterdam, Nizozemska.

## Življenje in delo
Leta 1973 je na Filozofski fakulteti v Zagrebu diplomirala iz rusistike in primerjalne književnosti. V letih 1974–1993 je bila zaposlena na Inštitutu za teorijo književnosti v Zagrebu. Leta 1993 se je iz političnih razlogov preselila v Nemčijo. Od leta 2001 je živela v Amsterdamu. Predavala je na evropskih in ameriških fakultetah ter pisala v mednarodnih revijah. Odločila se je za končanje svojega življenja z evtanazijo. 
Ustvarjala je kratko prozo, romane in literarne eseje. Na začetku kariere je pisala otroške knjige. Leta 1981 je izdala  prvi roman Štefica Cvek v krempljih življenja, ki je primer postmodernistične parodije na žensko prozo. Po romanu je v režiji Rajka Grlića posnet istoimenski film. V njenih delih se prepletajo elementi visoke in trivialne književnosti. Roman Forsiranje romana reke (1988) je ludističen, vsako poglavje je napisano v drugem žanru (pornografski roman, ljubezenski roman, grozljivka in dnevniška proza). V romanih Muzej bezuvjetne predaje (2002) in Ministrstvo za bolečino (2004) obravnava vprašanja eksila in identitete. V romanu Jaga baba je znesla jajce: mit o Jagi babi (2008) piše o družbeni neenakosti spolov in diskriminaciji, glavni lik se opira na slovansko mitološko figuro Jage babe. Eseji iz 90. letih tematizirajo krizo identitete in vprašanja narodnosti v družbenih, zgodovinskih, političnih in kulturnih kontekstih. Objavljala jih je v evropskih revijah in časopisih ter v knjigah Američki fikcionar (1993) in Kultura laži (1996). Kasnejši literarni eseji govorijo o kulturni globalizaciji in postkomunističnih izkušnjah. Leta 1984 je skupaj z Aleksandrom Flakerjem napisala Slovar ruske avantgarde. Prevajala je iz ruščine (Danijel Harms, Boris Pilnjak) in uredila antologijo alternativne ruske proze (Pljuska u ruci). Napisala je scenarije za filme (U raljama života, Za sreću je potrebno troje). Bila je idejna začetnica in pobudnica za nastanek Leksikona jugoslovanske mitologije.

### Politika in izgnanstvo
Bila je članica politične organizacije UJDI (Udruženje za jugoslavensku demokratsku inicijativu). Ob izbruhu vojne v Jugoslaviji leta 1991 je zavzela odločno protivojno in protinacionalistično stališče. Kritično je pisala o nacionalizmu in vojnih zločinih, zato je postala tarča hrvaških medijev, pisateljev in javnih osebnosti. Obtožili so jo antipatriotizma in jo razglasili za izdajalko, javno sovražnico in čarovnico. Po dolgotrajnih javnih napadih in ker ni odobravala terorja laži v javnem, političnem, kulturnem in vsakdanjem življenju, je leta 1993 zapustila Hrvaško. Pisala je o temnih straneh sodobnih družb, o homogenizaciji ljudi, ki jo povzročajo mediji, politika, religija, skupna prepričanja in trg, ter o izgnanstvu. Leta 2017 je podpisala Deklaracijo o skupnem jeziku Hrvatov, Srbov, Bošnjakov in Črnogorcev.

## Dubravka Ugrešić pri Slovencih

### Prevodi del
- Forsiranje romana reke, [prevod Denis Poniž], 1992 (COBISS)
- Ministrstvo za bolečino, [prevod Klarisa Jovanović], 2005 (COBISS); 2009 [Braillova pisava] (COBISS)
- Kultura laži, [prevod Maja Brotschneider, Andrej Jaklič, Jana Unuk, Gregor Butala, Jurij Hudolin, Ivana Vinovrški], 2006 (COBISS)
- Štefica Cvek v krempljih življenja, [prevod Višnja Fičor], 2010 (COBISS)
- Jaga baba je znesla jajce: mit o Jagi babi, [prevod Sonja Polanc], 2010 (COBISS)

### Diplomska dela
- Vesna Popović. Esejistički diskurs Dubravke Ugrešić, 2007. (COBISS)
- Sonja Anzeljc. Hrvatska feministička književna kritika i ginokritika, 2009. (COBISS)
- Barbara Glažar. Slatko je biti borgesovac ili istina o hrvatskim i srpskim borgesovcima, 2009. (COBISS)
- Tjaša Rant. Bajkovitost i mitologizacija: na primjerima romana Baba Jaga je snijela jaje i kratke priče Susret s pticom, 2013. (COBISS)
- Ilona Jerič. Avtobiografski diskurz in politike branja romanov Dubravke Ugrešić, Daše Drndić, Miljenka Jergovića in Nenada Veličkovića, 2014. (COBISS)
- Julija Ovsec. Razpad Jugoslavije s perspektive pripovedovalcev: Sara in Serafina, Jevrejsko groblje, Američki fikcionar, 2016. (COBISS)
- Damjana Teodorović. Diskursi postkolonijalizma – lik Drugoga u sesjistici Dubravke Ugrešić = Diskurzi postkolonializma – podoba Drugoga v esejistiki Dubravke Ugrešić, 2016. (COBISS)

### Intervjuji
- Tanja Lesničar Pučko. Pogovor z Dubravko Ugrešić, 1999 (COBISS)
- Heni Erceg. Dubravka Ugrešić: pisateljica, 2017 (COBISS)

## Nagrade
- 1971 – nagrada Grigor Vitez za otroško knjigo Mali plamen
- 1988 – nagrada Meša Selimović za roman Forsiranje romana reke
- 1988 – nagrada Ksaver Šandor Gjalski za roman Forsiranje romana reke
- 1988 – NIN-ova nagrada za roman Forsiranje romana reke
- 1989 – nagrada mesta Zagreba
- 1996 – letna švicarska nagrada za najboljšo evropsko knjigo esejev (Prix Europeen de l’ Essai Charles Veillon) za zbirko Kultura laži
- 1997 – nizozemska nagrada umetniki v uporu (Versetsprijs, Stichting Kunstenaarsverzet 1942 – 1945)
- 1998 – nagrada za najboljšo literaturo Sud-West-Funk (SWF-Bestenliste Literaturpreis)
- 1999 – avstrijska državna nagrada za evropsko književnost
- 2000 – nagrada Heinrich Mann
- 2002 – priznanje PEN centra BiH
- 2002 – nagrada Katarina Frankopan
- 2004 – nagrada Premio Feronia – Citta di Fiano
- 2006 – v ožjem izboru za nagrado najboljšim prevedenim sodobnim fikcijskim delom (Independent Foreign Fiction Prize) za roman Ministrstvo za bolečino
- 2010 – nagrada James Tiptree Jr. za roman Jaga baba je znesla jajce
- 2012 – nagrada Jean Améry za evropsko esejistiko
- 2016 – Neustadtova mednarodna nagrada za literaturo
- 2016 – mednarodna nagrada za književnost Vilenica
- 2018 – tportalova nagrada za roman leta Lisica
- 2019 – nagrada Manès Sperber